# UNTAES

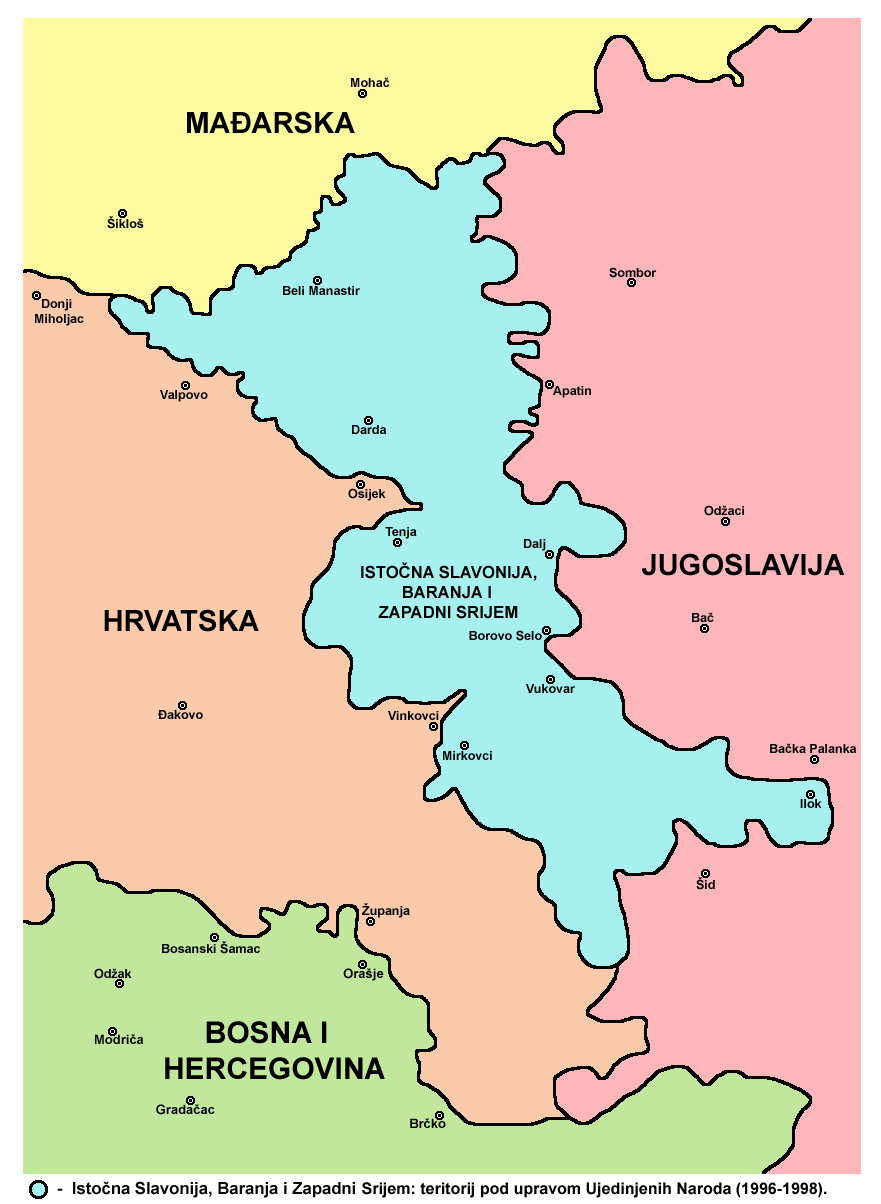
Mapa de Slavonia Oriental, Baranja i Syrmia occidental (Srem occidental), conegut com a Sirmium-Baranja Oblast

L'Administració Transitòria de les Nacions Unides per a Slavonia, Baranya i Syrmia Occidental (UNTAES de l'anglès United Nations Transitional Administration for Eastern Slavonia, Baranja and Western Sirmium) va ser una missió de manteniment de la pau de les Nacions Unides en la zona oriental de Croàcia entre 1996 i 1998. La Secretaria General de les Nacions Unides la va establir mitjançant la resolució 1037 de 15 de gener de 1996.
Després de l'Operació Tempesta en 1995, la part restant de la República de Sèrbia Krajina situada a l'est de Croàcia, es convertia en una terra intermèdia prop de la frontera amb Sèrbia. El subsegüent Acords de Dayton acabava el primer grup de les Guerres de Iugoslàvia, i posava el camí per a la restauració d'aquest territori a la jurisdicció croata.
UNTAES s'establí per l'Acord Erdut entre el Govern de Croàcia i els representants del Serbis a la regió. La missió començava al voltant del 15 de gener de 1996 i estava previst durar un any, durant el qual havien de controlar la desmilitarització d'aquestes regions i assegurar la reintegració pacífica del territori a Croàcia. La missió tenia uns militars i un component civil; uns quants més de 4,800 soldats, 400 policies i 99 observadors militars.
El mandat finalment s'estengué durant un altre any i va acabar el 15 de gener de 1998 amb la reintegració del territori a Croàcia. Un grup de suport de 180 policies civils de NU quedaven per controlar el progrés de la policia croata i supervisar el retorn dels refugiats.